# Lady Antebellum (álbum)
Lady Antebellum é o álbum de estreia do grupo country de mesmo nome, lançado em 15 de abril de 2008. O álbum debutou em primeiro na Top Country Albums da Billboard e em quarto na Billboard 200; foi a primeira vez que um grupo estreante conseguiu a posição #1 na primeira semana de lançamento. Mais tarde, ele foi certificado Platina pela RIAA e pela Music Canada.

## Lista de faixas
1. "Love Don't Live Here" (Dave Haywood, Charles Kelley, Hillary Scott) – 3:50
2. "Lookin' for a Good Time" (Haywood, Kelley, Scott, Keith Follesé) – 3:07
3. "All We'd Ever Need" (Haywood, Kelley, Scott) – 4:40
4. "Long Gone" (Victoria Shaw, Scott, K. Follesé, Adrienne Follesé) – 3:34
5. "I Run to You" (Haywood, Kelley, Scott, Tom Douglas) – 4:16
6. "Love's Lookin' Good on You" (Shaw, Jason Deere, Matt Lopez) – 3:21
7. "Home Is Where the Heart Is" (Haywood, Kelley, Scott, Shaw) – 3:45
8. "Things People Say" (Haywood, Kelley) – 3:50
9. "Slow Down Sister" (Haywood, Kelley, Shaw, Jason "Slim" Gambill) – 3:06
10. "Can't Take My Eyes Off You" (Haywood, Kelley, Scott) – 4:45
11. "One Day You Will" (Haywood, Kelley, Scott, Clay Mills) – 4:30
12. "Emily" – 3:59 (faixa bônus no iTunes)

## Paradas musicais
| Parada (2010)                       | Melhor posição |
| ----------------------------------- | -------------- |
| Canadá (Canadian Albums Chart)      | 30             |
| Estados Unidos (Billboard 200)      | 4              |
| Estados Unidos (Top Country Albums) | 1              |